# Велоспорт на літніх Олімпійських іграх 1976
У змаганнях з велоспорту на літніх Олімпійських іграх 1976 у Монреалі розіграно 6 комплектів нагород (лише серед чоловіків) у двох видах: шосейний велоспорт і велоспорт на треку. Більше не проводили змагання в тандемі, які були в програмі попередніх 13-ти ігор, починаючи з 1908 року.

## Медальний залік

### Шосейні гонки
| Event                    | Золото                                                                         | Срібло                                                                           | Бронза                                                       |
| ------------------------ | ------------------------------------------------------------------------------ | -------------------------------------------------------------------------------- | ------------------------------------------------------------ |
| Групова шосейна гонка    | Бернт Юганссон · Швеція                                                        | Джузеппе Мартінеллі · Італія                                                     | Мечислав Новіцький · Польща                                  |
| Роздільна командна гонка | СРСР (URS) Ааво Піккуус Валерій Чаплигін Анатолій Чуканов Володимир Камінський | Польща (POL) Ришард Шурковський Тадеуш Митник Мечислав Новіцький Станіслав Шозда | Данія (DEN) Єрн Лунд Вернер Блаудзун Ґерт Франк Єрґен Гансен |

### Велоперегони на треку
| Дисципліни                         | Золото                                                      | Срібло                                                                      | Бронза                                                                   |
| ---------------------------------- | ----------------------------------------------------------- | --------------------------------------------------------------------------- | ------------------------------------------------------------------------ |
| індивідуальна гонка переслідування | Ґреґор Браун (FRG)                                          | Герман Понстен (NED)                                                        | Томас Гушке (GDR)                                                        |
| Командна гонка переслідування      | ФРН (FRG) Петер Фонгоф Ґреґор Браун Ганс Луц Ґюнтер Шумахер | СРСР (URS) Віктор Соколов Володимир Осокін Олександр Перов Віталій Петраков | Велика Британія (GBR) Ієн Галлам Ієн Бенбері Майкл Беннетт Робін Кроукер |
| Спринт                             | Антон Ткач (TCH)                                            | Даніель Морелон (FRA)                                                       | Юрґен Ґешке (GDR)                                                        |
| гіт на 1 км                        | Клаус-Юрґен Ґрюнке (GDR)                                    | Мішель Вартен (BEL)                                                         | Нільс Фредборґ (DEN)                                                     |

## Країни, що взяли участь
Змагалися 295 велогонщиків з 49-ти країн.
| - Антигуа і Барбуда (2) - Аргентина (4) - Австралія (12) - Австрія (6) - Барбадос (2) - Бельгія (7) - Болівія (1) - Болгарія (6) - Камерун (4) - Канада (11) - Чилі (2) - Колумбія (11) - Коста-Рика (1) |  | - Куба (6) - Чехословаччина (11) - Данія (11) - НДР (11) - Фінляндія (1) - Франція (14) - Велика Британія (11) - Греція (1) - Гонконг (4) - Угорщина (1) - Іран (7) - Ірландія (2) |  | - Італія (14) - Ямайка (3) - Японія (5) - Люксембург (2) - Малайзія (1) - Мексика (2) - Нідерланди (12) - Нова Зеландія (4) - Нікарагуа (4) - Норвегія (8) - Польща (11) - Сан-Марино (1) |  | - СРСР (12) - Іспанія (4) - Швеція (6) - Швейцарія (6) - Тайланд (6) - Тринідад і Тобаго (2) - Туреччина (1) - США (13) - Уругвай (5) - Венесуела (6) - Західна Німеччина (12) - Югославія (2) |

## Таблиця медалей
| Місце               | Країна                | Золото | Срібло | Бронза | Загалом |
| ------------------- | --------------------- | ------ | ------ | ------ | ------- |
| 1                   | ФРН (FRG)             | 2      | 0      | 0      | 2       |
| 2                   | СРСР (URS)            | 1      | 1      | 0      | 2       |
| 3                   | НДР (GDR)             | 1      | 0      | 2      | 3       |
| 4                   | Чехословаччина (TCH)  | 1      | 0      | 0      | 1       |
| 4                   | Швеція (SWE)          | 1      | 0      | 0      | 1       |
| 6                   | Польща (POL)          | 0      | 1      | 1      | 2       |
| 7                   | Італія (ITA)          | 0      | 1      | 0      | 1       |
| 7                   | Бельгія (BEL)         | 0      | 1      | 0      | 1       |
| 7                   | Нідерланди (NED)      | 0      | 1      | 0      | 1       |
| 7                   | Франція (FRA)         | 0      | 1      | 0      | 1       |
| 11                  | Данія (DEN)           | 0      | 0      | 2      | 2       |
| 12                  | Велика Британія (GBR) | 0      | 0      | 1      | 1       |
| Загалом (12 збірні) | Загалом (12 збірні)   | 6      | 6      | 6      | 18      |